# Aglia
Aglia é um gênero de mariposa pertencente à família Bombycidae.